# 벽역신방
《벽역신방》(辟疫神方)은 허준이 지은 조선 시대의 의학 서적이다.

## 개요
허준이 광해군의 명에 의해 펴낸 당독역(성홍열) 전문 의서이다. 허준의 마지막 저술로서 당시 병명이나 치료법이 전혀 없던 전염병 당독역이 크게 유행하자 펴냈다. 당독역의 원인과 증상, 병을 치료할 수 있는 처방들이 담겨 있고 당독역에 관한 세계에서 가장 이르고, 정확한 기록 가운데 하나라고 할 수 있다.